# Torito Fernández
José de la Rosa Fernández (La Guajira; 1899-Maracaibo; 29 de noviembre de 1969) conocido por su apodo Torito Fernández, (Toolo en Wayuunaiki) fue un activista, jefe indígena y palabrero colombiano-venezolano. Fue uno de los más grandes A´laülaa, (“señor” en Wayuunaiki) de la etnia Wayúu.

## Biografía
Fernández nació en la alta guajira. Sus padres fueron Rosana Fernández, de la casta Uliana y Mo'uwala, de la casta Ja'yaliyuu.
El lugar y momento histórico la guajira donde nace “Torito” es un entorno muy complejo:
El pueblo Wayúu está conformado por varias castas, entre las más importantes están los Ja’yaliyuu, y los Uliana que habían formado la integración familiar más poderosa y respetada en la Guajira, según investigación del periodista Eduardo Fernández publicada en el Diario Panorama el 12 de octubre de 2012 bajo el título "El cacique de la paz". Las cuales por medio de constantes reuniones entre los A´laülaa de las diferentes castas resolvían cualquier problema que surgía entre ellos y otras castas, y además manejaban en conjunto la difícil relación entre ellos y los invasores Alijuna, (“blanco”, “extranjero” en Wayuunaiki).
El entonces A´laülaa de los Uliana. Nicolás Fernández, (conocido como Ka´ürülay), tío de “Torito”. Trataba de manejar la difícil situación que representaba la cada vez más abierta rebeldía con la que manifestaban varios de sus sobrinos, entre ellos Luis Fernández, (conocido como El Chioku), primo de “Torito”. Que cada vez más representaba una amenaza a la unidad y paz que trataban de preservar los cabeza de familia de los linajes Uliana y Ja’yaliyuu.
“Torito” es escogido como futuro A´laülaa del clan Uliana, casi desde su nacimiento. El autor Eduardo Fernández explica que Ka´ürülay preocupado por la difícil situación que atravesaba decide ir a visitar al brujo O´ulakulli Saamaría, que vive a las afueras de Makalo´u, tierra de sus ancestros. Este lo recibe y tras una larga reunión en la que conversan acerca de la situación que estaba atravesando la guajira en ese momento, este le recomienda que escoja a su sobrino “Torito” para que lo eduque y lo prepare para ser su sucesor. Eso se debe a que “Torito” nació en la tercera noche del velorio del segundo entierro de José de la Rosa Fernández, “Chaanou´ushi”, (ojos rayaos en Wayuunaiki), A´laülaa de la casta Uliana de la etnia Wayúu. Quien antes de morir había designado como su sucesor a su sobrino Ka´ürülay, (hijo de su hermana Ana María Uliana). Ka´ürülay recuerda que pide que en honor a su tío fallecido se le llamara a ese niño igual que él; José de la Rosa Fernández. Se le apoda “Torito”, (Toolo) porque la madre de Ka´ürülay, Ana María lo vio y dijo que es “un niño robusto”, que parece un “torito” y que Chaanou’ushi “lo llamó para que naciera y le dejó todas sus fuerzas”.
“Torito” desde niño, comenzó a ganarse la simpatía de su casta. Por sus consejos y valentía, Torito sintió una gran admiración por su tío y cultivó sus enseñanzas que en el futuro lo llevarían a pacificar las relaciones entre los Wayúu y los Alijuna.
Así Creció “Torito” bajo la sombra de su tío Nicolás que lo orientaba para formarlo como un buen A´laülaa de los Uliana.
El joven Toolo logra probarse así mismo una vez, cuando acompaña a su tío Nicolás y a su primo Chioku, ahora cabeza de los Ja’yaliyuu, junto con otros familiares a negociar animales y mercadería con los Alijuna en el caserío Las Guardias. Fueron recibidos por Rudecindo “Cachimbo” González, jefe de gobierno en Sinamaica, impuesto por las autoridades de Maracaibo y Caracas. “Cachimbo” decide hacerles una fiesta en su honor y ofrece un corto discurso que los termina ofendiendo, “Torito” aprovecha la oportunidad para sorprenderlos a todos al responder con una contundente respuesta a las palabras dichas por “Cachimbo”, Aquellas palabras conmovieron a todos, hasta al mismo jefe de gobierno. Ese día brilló la figura de quien sería un líder que enfrentaría con tesón rivalidades y batallas entre los distintos linajes y los Alijunas que dejaron muchas muertes y rencores, fue más allá de la figura de los A´laülaa, se sentó a dialogar con autoridades regionales y se reunió, en busca de la unidad, con presidentes de Venezuela y Colombia.
Muy joven, junto con su primo José Fernández, hijo de “Cachimbo” y hermano materno de Chioku, encabezó una visita al presidente Juan Vicente Gómez, que va a caracas durante los días de celebración del Centenario de la Independencia de Venezuela el 5 de julio de 1911, acompañados entre 15 jefes de clanes de la Guajira, incluyendo a Chioku, Rudecindo “Cachimbo” García, Yajaira, Eleutaa y Arturo.
Más allá de una celebración, que marcó un hito histórico en la cultura Wayúu, los “caciques” pidieron al Presidente ayuda para solucionar problemas de entendimiento con los Alijuna invasores y solventar la escasez de agua por el verano que azotaba a la Guajira. Y así se realizaron nuevos viajes a Caracas para mantener buenas relaciones con el gobierno nacional. José Fernández fue nombrado por Gómez coronel del Ejército y así trabajar y entenderse con las autoridades en la frontera.
Cuando los jefes indígenas creían que sus relaciones con el presidente Gómez y su hermano Santos Matute Gómez, presidente del Zulia, mantendrían la paz en la Guajira, un coronel llamado Juan Bautista Reyes que comandaba el puesto militar de Paraguaipoa, violando todos los acuerdos establecidos por una venganza personal, desata una lamentable guerra que dividió familias y bañó de sangre la tierra Wayúu.
Como consecuencia de la entrevista del Presidente Gómez con José en Caracas. Reyes, termina siendo destituido de su cargo y le es entregado a Fernández. Reyes retomó con las armas el cuartel de Paraguaipoa y desplazó al recién nombrado nuevo jefe militar, el coronel Pérez Dávila, quien buscó refugio entre los Wayúu.
Reyes, junto con un socio llamado Juan París, impuso el terror, asaltaba poblados y haciendas robando el ganado de los guajiros, secuestraba jóvenes indios, hembras y varones, para venderlos como esclavos en Maracaibo y el Sur del Lago. Muchos que se resistían fueron asesinados.
El jefe de facto comunicó a Maracaibo y Sinamaica que Pérez Dávila, José y muchos Wayúu se habían alzado en armas contra el cuartel y que él resistía el ataque. Ante la confusión recibió refuerzos de Sinamaica y Maracaibo
Al mismo tiempo le envió una carta a José Fernández, firmada por otro coronel, informándole que Reyes estaba preso y citándolo a una reunión en Kausharaichón con los jefes Wayúu para acordar el fin de la guerra. José, decidió ir, quería evitar más sangre derramada, el Chioku dijo que a Reyes había que matarlo y el Toolo advirtió de la trampa.
En lo que fue considerado un magnicidio en la Guajira, asesinó al coronel José Fernández junto con el Alijuna Elías Hernández y otros acompañantes en una emboscada, (Una metralla de cañones camuflados entre cujíes, cardones y tunas) que les montó en las playas de Kausharaichón. Y luego encarceló a Torito y otros jefes indígenas tras una implacable persecución. Este crimen, desató el más violento ataque de los Wayúu. Buscaron a Reyes atrincherado en su hacienda Los Limonzones en Sinamaica rodeado de sus secuaces. Un certero disparo, desde la distancia, de Juan Colloa, sobrino de José, mató al coronel. La hacienda fue incendiada, recuperaron el ganado robado y en tenaz enfrentamiento murieron hombres de Reyes y algunos wayuu. Muerto Reyes, una tensa tranquilidad se sintió en la Guajira, aquel conflicto dividió familias y dejó muchas rencillas con los Alijunas.
El tío Nicolás se radicó en Makalo´u con su otra mujer, Mercedes, donde murió de viejo, no sin antes entregar todo su poder a “Torito”, quien apoyado por sus primos Chioku, ahora jefe de fronteras nombrado por Gómez, Rudecindo y otros jefes, fortaleció su presencia en la Guajira, "Torito" se asentó en Úleril, Alitasía. Con su mujer Celmira, tuvo varios hijos, entre ellos el primer médico de etnia Wayúu, José Leonardo Fernández. Mantuvo excelentes relaciones con los gobiernos de Venezuela y Colombia. El escritor Rómulo Gallegos convivió con él en visita de una semana en su casa, a orillas de la laguna del Pájaro, en el municipio guajira, del estado Zulia. Donde se inspiró para escribir la famosa novela "Sobre la misma tierra".
En toda la baja y la alta Guajira, el Toolo era respetado, el “cacique” de las soluciones. Murió anciano el 29 de noviembre de 1969, atendido por su hijo médico, en el Hospital Central de Maracaibo.
Alcanzó la pacificación entre los Alijuna y su raza, fortaleció la unión familiar entre los Uliana y los Ja´yaliyuu, extendiéndola hacía otros linajes. Sus restos reposan en Jeechii, al fondo de la laguna de Cocineta, en Colombia, Alta Guajira, tierras ancestrales de los Uliana.